# Ботаническая улица (Ломоносов)
Ботани́ческая улица — улица в городе Ломоносове Петродворцового района Санкт-Петербурга, в историческом районе Мордвиновка. Проходит от Цветочной до Зелёной улицы.
Название появилось в 1950-х годах. Связано с тем, что улица проходит вдоль опытного поля, принадлежавшего биологическому факультету Ленинградского государственного университета (ныне принадлежит Биологическому НИИ СПбГУ). С этим же факультетом связано название соседней Цветочной улицы.